# توماس فورتين
توماس فورتين هو قاضي وسياسي كندي، ولد في 15 ديسمبر 1853 في شوديير أبالاش في كندا، وتوفي في 31 مارس 1933. حزبياً، نشط في الحزب الليبرالي الكندي. وقد انتخب عضو مجلس العموم الكندي.